# Pero rumina
Pero rumina là một loài bướm đêm trong họ Geometridae.